# صديق أحمد
صديق أحمد محمد صديق هو فنان سوداني. لقب بـ (صديق أحمد التاجر) ولد في العام 1957 بمنطقة بارقي شرق الدبة بالولاية الشمالية كان والده ناظراً بسكك حديد السودان، وبحسب عمل والده بالسكة الحديد في العديد من المدن السودانية.

## الدراسة
المراحل الأولية بشرق السودان ( سلوم.. مسمار.. اوجرين.. هيا.. تهاميم.. سنكات ) ) ،اما المرحلة المتوسطة سنكات الاميرية، وتلقى تعليمه الأولى بأرقي والوسطى بالدبة.

### مهنته
عمل بمهنة التمريض بمستشفيات الدبة وكريمة، الوظيفة ممرض بوزارة الصحة.

## بداية مسيرته الغنائية
بدأ صديق أحمد الغناء عبر ترديد أغنيات الفنان الموسيقار محمد وردي بشرق السودان بمدينة جبيت بشرق السودان حيث كان والده ناظراً لمحطتها، وبعد ان عادت الأسرة في أواخر الستينات إلى مسقط رأسه « بارقي » ظهر صديق أحمد مغنياً جديداً يؤدي أغنيات الطمبور على ايقاع الدليب.
وارتبط صديق أحمد منذ ظهوره كفنان بالشاعر عبد الله محمد خير المعروف بلقب شاعر « منحنى النيل » ومنذ ذلك الوقت وإلى يومنا هذا ظل صديق أحمد يشكل مع هذا الشاعر ثنائية رائعة جعلته مطرباً ذائع الصيت وصاحب أكبر رصيد فني بين كل مطربي السودان.

## أشهرأغنياته
ومن أشهر أغانيه طعم الدروس للشاعر محمدالحسن سالم حميد حديثك شوقنا ليك للشاعر عبد الله محمد خير ً جروح قلبي للشاعر عبد الله كنة من الالبومات:
- حبل الصبر
- نار عويش
- عديلة عليك
- مرسال القمر
- مسافة السكة
- سمحة العافية[4]

### مساهماته
شارك في ( كتير من المشاركات الخيرية - عضو نقابة عمال المهن الصحية - رئيس لنادي الطمبور لاربعة سنوات متتالية ).